# ボクの初体験
『ボクの初体験』（ボクのしょたいけん）は弓月光による日本の漫画。集英社『週刊マーガレット』1975年39号〜1976年14号に連載されたドタバタラブコメディー。

## 概要
高校生の宮田英太郎は、そこそこモテるわりにあまりにも純情であるため、すぐフラれてしまう。20人の女の子にふられた事を冴木みちる率いる美女連盟にからかわれたことで絶望し自殺を図るが、妻・人浦春奈を脳腫瘍で亡くした人浦狂児が仮死状態の英太郎を発見し、彼の脳を春奈に移植してしまう。
春奈として生き返った英太郎は、生来の純情さより自分の裸を見られず着替えも満足にできない状態であったが、自分（英太郎）を「自殺」に追いやった美女連盟の態度に怒り、春奈の姿を利用して女の子達への復讐を誓う。"英太郎の春奈"は、星辰学院へ編入しみちると同じクラスに入るが、さんざん自分をいじめたみちるが自分を好きだったことがわかり、人浦博士も英太郎を元の身体に戻すことを決意する。手術当日、春奈とみちるが人浦邸に向かう途中、道路に飛び出した春奈の身代わりとなりみちるが交通事故に遭ってしまう。人浦博士はみちるを助けるため、彼女の脳を英太郎の身体に移植する。
かくして、"英太郎の春奈"と"みちるの英太郎"の物語は始まる。

## 主な登場人物
宮田英太郎（みやた えいたろう）
主人公。星辰学院2年Aクラス所属。極めて純情、端正な容姿でそれなりにモテるが、面食いで惚れっぽいのが玉に瑕。男女交際となると「自分の人生設計」と重い話を強要するため相手は引いてしまい、結果として20人の女子にフラれる。みちるたち美女連盟に散々いじめられたあげく、人生に絶望し崖から身を投げるが、人浦博士により脳腫瘍で死亡した妻・春奈の体に脳を移植され、元の体に戻るまで女性として生活する羽目になる。
度を越した純情さから「自分（春奈）の裸もまともに見られない」から「（移植前に既に妊娠していた）子供を産む」など男性としての未体験ゾーンを進んで行き、女性ホルモンが脳に回ったことによる「脳の女性化」と言う危機にもさらされる。
冴木みちる（さえき みちる）
本作のヒロインであり、英太郎のクラスメイトで最初のガールフレンド。明るいが短気で少々傲慢な性格。英太郎とは、高校に入学して間もない頃、彼がみちるの落とした定期を家に届けたことがきっかけで付き合うようになるが、英太郎の破壊的な純情ぶりによって初デートがめちゃくちゃにされ、彼をこっぴどくフってしまう。傷心にあったみちるの目の前で別の女子生徒からラブレターをもらい、浮かれる英太郎を見て激怒、美女連盟を作り英太郎をいじめ抜くが、それは英太郎への好意の裏返しであった。紆余曲折を経て彼女も「英太郎の体」に脳を移植され、男性として生活することとなる（事故によって計2回）。学院に復帰した際には女子目線での「カッコイイ男子」を演じたりもしたが、彼女も純情振りでは相当なものでトイレで用を足す際に「ナニに触れることもできない」ありさまで英太郎（の脳を移植された春奈）に介助してもらうという本末転倒なことになっていた。
人浦春奈（ひとうら はるな）
人浦狂児の妻。旧姓は白坂。淑やかで心優しい美少女。脳腫瘍のため17歳で死亡するが、その日に夫・狂児により英太郎の脳を移植される。狂児との出会いは15歳のときに始めた文通。狂児は18歳とプロフィールを偽っていたが、ひょんなことからそれが露呈した後にその人柄に惹かれ、16歳で結婚した。
人浦狂児（ひとうら きょうじ）
春奈の夫である医者。42歳。アドルフ・ヒトラーに似た容貌をしている。
春奈を失ったその日に海岸で仮死状態の英太郎を見つけ、その脳を春奈に移植する。体を治療する条件として春奈になりきることを"英太郎の春奈"に依頼する。妻である春奈と彼女を甦らせる研究にひたすら死力を注ぎ、その熱意に常軌を逸した所はあるが、医者としては至極まっとうな人物。本来、脳を移植した時点で処分してもおかしくない英太郎の体（脳無し）を治療し、保存していた。この脳を取り除いた保存状態は生命維持にのみ気を付けていれば治療に専念できるため、相当な大けがからも回復させることが出来る。
米長邦子（よねなが くにこ）
星辰学院の生徒。美女連盟の1人。
中園まゆみ（なかぞの まゆみ）
星辰学院の生徒。物語は彼女が英太郎に告白することから始まる。美女連盟20人目の女生徒。
湯川央司（ゆかわ おうじ）
"英太郎の春奈"たちの担任。23歳。担当は英語。映画撮影とマッチパズルが趣味。実は神奈川県警の刑事で、違法行為である狂児の脳移植を教師として潜入捜査していた。突き止めた事実を記録映画の形でアマチュア映画祭で公表したが、県警からは脳移植の事実自体を信用されずに職務そっちのけで荒唐無稽な創作映画を作っていたと扱われて免職。教員免許は正当なものなので学院からは留まるよう勧められるが、英太郎たちを嫌って他の学校に行こうとしていた。だが英太郎だけでなく多くの生徒から引き留められた結果、星辰学院に留まる。
永井（ながい）
星辰学院の男子生徒で、英太郎とみちるのクラスメイト。ガリ勉の秀才。勉強だけでなくマッチパズルやキスの仕方もガリ勉する。

## エピソード
- 英太郎とみちる及び人浦博士と春奈は、その後の弓月作品「手術しちゃうから!」に登場する。英太郎とみちるは結婚し、人浦博士は春奈を生き返らせる研究をしている。
- 2023年に著者が、連載開始してから月経のネタを入れ忘れていたので妊娠していたという設定を後付けしたことを公表した[1]。

## テレビドラマ
1986年7月14日にフジテレビ「月曜ドラマランド」で実写化されている。

### 出演者
- 宮田 英太郎：保坂尚輝
- 人浦 狂児：秋野太作
- 人浦 春奈：水谷麻里
- 児島美ゆき
- 頭師孝雄
- 金田知巳
- 沼崎節子
- 加藤陵子
- 増田康好
- 安永亜衣
- 荒井由紀子
- 白濱琴

### スタッフ
- 原作：弓月光
- 脚本：藤本信行
- 演出：平野秀昭
- 挿入歌：水谷麻里「地上に降りた天使」
- 企画：岡正
- プロデューサー：宅間秋史、清水賢治、高橋勝
- 制作：アズバーズ、フジテレビ

| フジテレビ系列 月曜ドラマランド   | フジテレビ系列 月曜ドラマランド | フジテレビ系列 月曜ドラマランド    |
| 前番組                            | 番組名                          | 次番組                             |
| --------------------------------- | ------------------------------- | ---------------------------------- |
| あしながおじさん （1986年7月7日） | ボクの初体験 （1986年7月14日）  | 初恋スキャンダル （1986年7月21日） |